# 捕蠅草
捕蠅草（學名：Dionaea muscipula）是原產於北美洲的一種多年生草本植物。據說因為葉片邊緣會有規則的刺毛，那種感覺就像維納斯的睫毛一般，所以英文名稱為Venus Flytrap，意思是「維納斯的捕蠅陷阱」。中文及日文對捕蠅草還有「蒼蠅的地獄」這個別名。其主要特徵就是能夠迅速的關閉葉片捕食昆蟲，這是種和其遠親豬籠草一樣的食肉植物之一，在茅膏菜科捕蠅草屬中僅此一種。捕蠅草於生態系中屬生產者及消費者。

## 物种

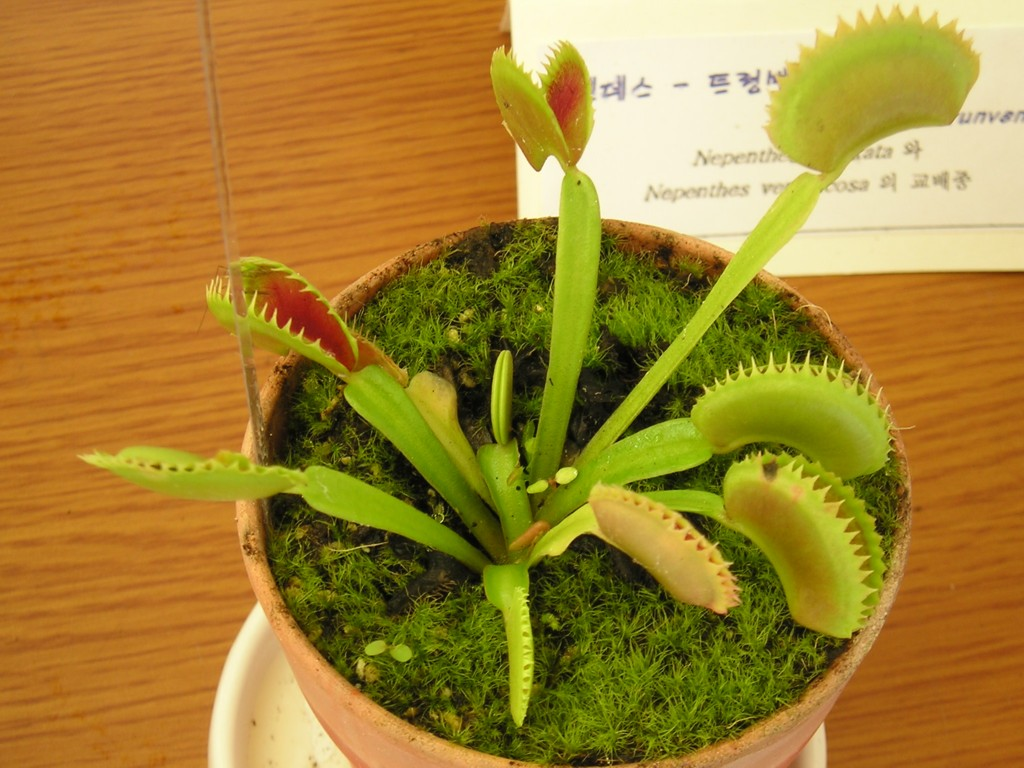
整株捕蠅草，可清楚看見葉柄與葉子

- 捕蝇草 Dionaea muscipula

栽培种
- 菲克德库拉捕蝇草 Dionaea cv. Fake Dracula
- 模糊牙捕蝇草 Dionaea cv. Fuzzy Tooth
- 红色食人鱼捕蝇草 Dionaea cv. Red Piranha
- 怪异男爵捕蝇草 Dionaea cv. Wacky Traps

## 型態
捕蠅草屬於維管植物，擁有完整的根、莖、葉以及花朵和種子、果實，最主要而且明顯的部份就是其變態葉，不但擁有捕食昆蟲的功能，外觀明顯的刺毛以及紅色的無柄腺部位，看起來就像是長著利牙的血盆大口。

### 葉
捕蠅草的葉片是由中心的部份長出，屬於輪生的葉子，呈蓮座狀以叢生的型態生長。中央長出來扁平狀或細線狀甚像翅膀形狀的是屬於葉柄的部份，原生種的葉柄是扁平的如葉片一般，因為反而像是葉子，所以也稱為假葉。葉柄的末端帶有一個捕蟲夾，這才是會捕捉昆蟲的葉子部份，整面分布有許多的無柄腺，一般呈紅色或是橘色，愈靠近葉緣的地方無柄腺就愈少，這部份是分泌消化液來分解昆蟲或吸收其養份的部位。葉緣長有齒狀的刺毛，刺毛的基部有分泌腺，會分泌出粘液，目的用於防止昆蟲掙脫以及葉瓣的黏合。這種葉子擁有捉補昆蟲特殊的功能以及特殊的模樣，屬於變態葉中的「捕蟲葉」
因為葉子是由中央長出，所以越外層的葉子就會越老。捕蟲葉由中央分開，形似貝殼一樣為兩瓣的構造，長約2－3公分。葉片內側一般的原生種為橙色、紅色或紫色，主要是因為消化腺體的色素（花青素）成分影響（光合作用時光線充足），也有些因為生長環境影響沒有色素產生，這時葉子就會比較接近黃綠色。兩瓣均等的葉片內側長有數對（一般是三至五對）細小而且敏感的「感覺毛」。

### 花

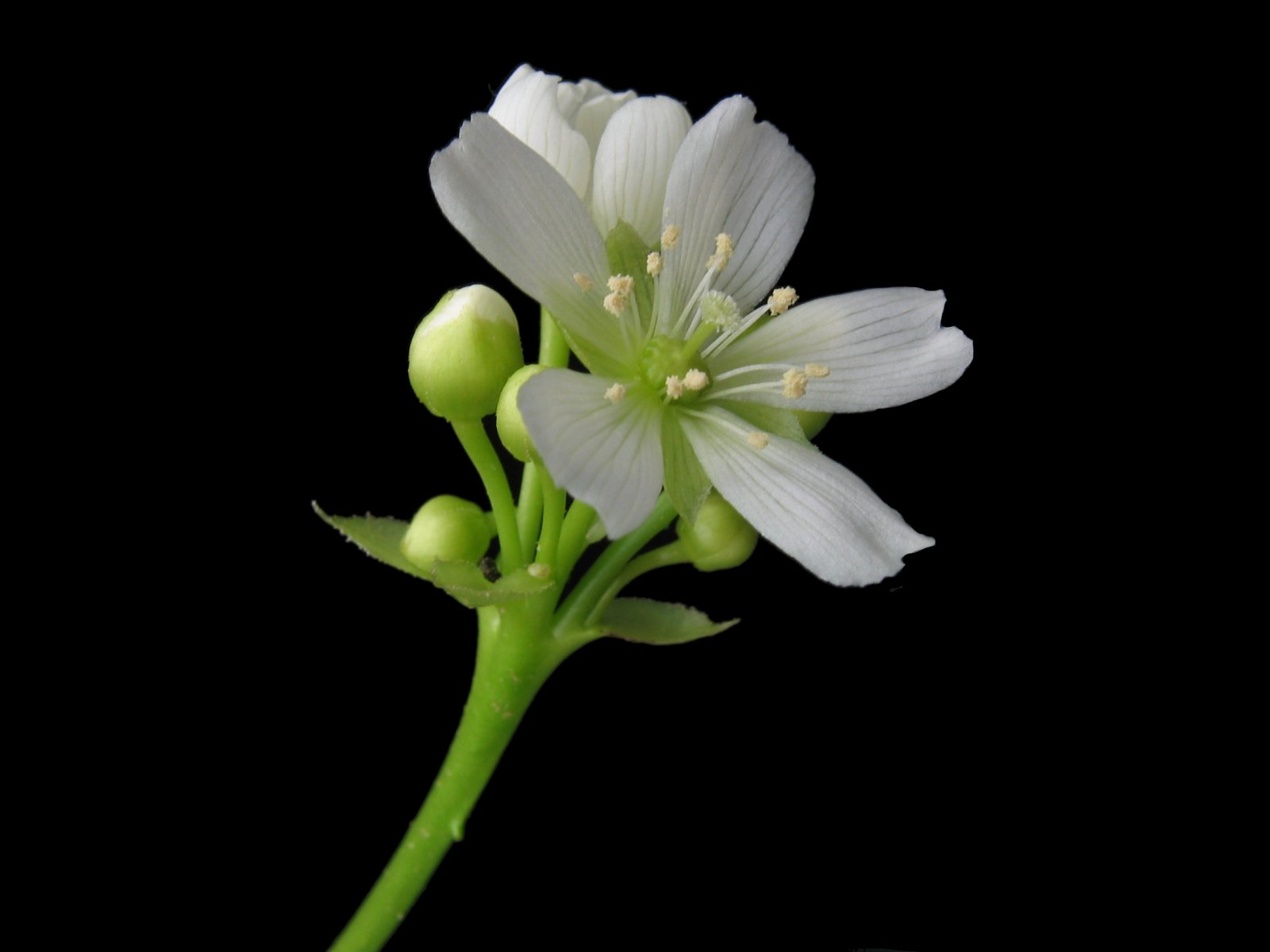
捕蠅草夏天會開出白色花朵

由初夏到盛夏是捕蠅草的開花時期，初期時會由長出花莖，每個花莖約有5－10個花苞，屬於標準的繖房花序，每日依序開出白色的花朵。原則上每株花只會開出一個花莖，但視其生長環境以及養份是否足夠，有時也有些會有兩個花莖。一般正常狀況之下大都為5片花瓣以及5花萼，偶爾也會有6花瓣的變異株。雄蕊約有十數根，中央會有一根雌蕊，擁有分叉狀的柱頭。
捕蠅草同株受粉的現象比較少，原因是因為當雄蕊的花藥長出花粉的時候，雌蕊的花柱是封閉的狀態。等到雄蕊開始向外側傾倒時，柱頭才會開放變成分叉狀，這時才是處於可能受粉的狀態。這類雄蕊先成熟後雌蕊才長成在植物界中相當常見，主要就是要避免同株受粉的情況。一般專業術語稱這種花為「雄蕊先熟花」（Protandrous flower）。
「捕蠅草」除了花莖以外，一般不會有向上長得較高大的部位，正常的莖短小不易發覺，葉柄與葉子又幾乎是貼地而長。這是食肉植物的一種特徵。因為除了補食昆蟲吸取其養分以外，為了後代的延續也需要藉助昆蟲協助傳粉，這也是屬於所謂的蟲媒花。所以必須將捕蟲葉和花兩個部份有所區分，可以說這是大自然給予他們的天然智慧。

### 果實
一朵花在未授粉前可以開幾天，但若授粉成功，則花便會在隔天就謝了，之後子房便慢慢膨大，約數星期後果實就成熟，果實呈現黑色圓形狀。成熟的果實內含數十粒黑色的種子。

## 捕食昆蟲

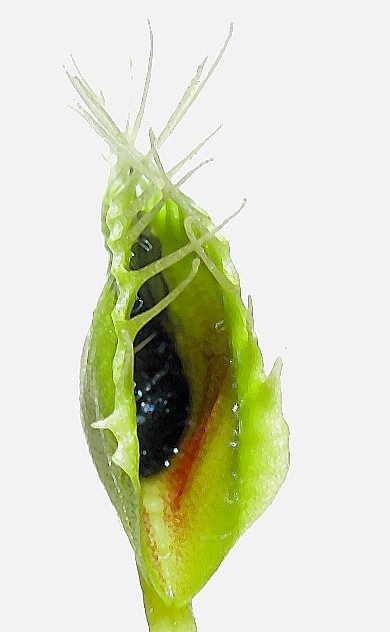
捕蠅草葉片消化完獵物後打開

捕蠅草具有捕食昆蟲的習性，一般這類植物稱之為「食肉植物」（Carnivorous plant）或是「食蟲植物」（Insectivorous plant）。如上述，捕蠅草的捕食器官就是其葉子的部份。這類食肉植物大多是生長在養份比較貧瘠的溼地，為了補充不足的養份，尤其是氮與磷酸，所以藉由特殊演化而來的構造，捕食昆蟲消化其養份。

### 捕蟲方式
食蟲的習性大致上分為以下三步驟：
- 捕捉昆蟲
- 利用消化液來分解與吸收
- 利用吸收到的養份來維持生長。

不過並不是所有的食肉植物都是經過如此完整的過程，例如有些同類型的植物並不分泌出消化液，而是藉由各種微生物來分解後吸取養份的。而捕蠅草在這個部份屬於比較高等，具備相當完整過程的食肉植物。

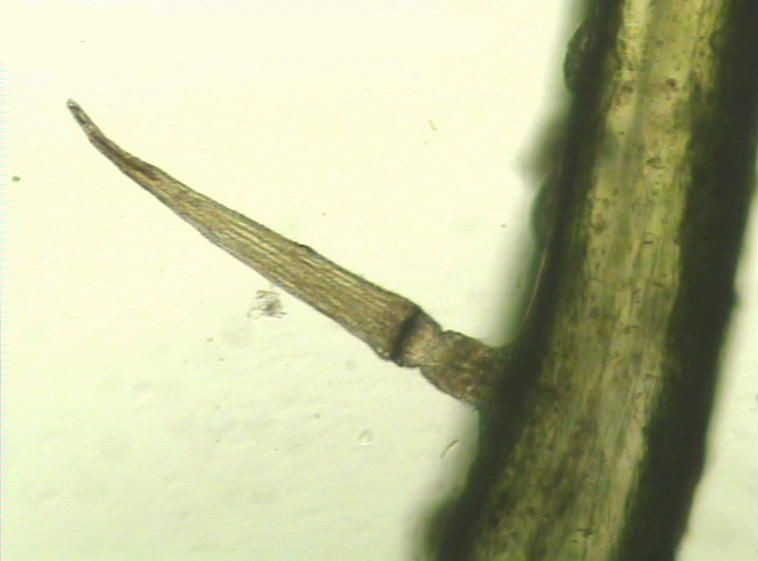
葉與感覺毛橫切面在顯微鏡下的狀態

捕蠅草的葉緣部份含有蜜腺，會分泌出蜜汁來引誘昆蟲靠近。當昆蟲進入葉面部份時，碰觸到屬於感應器官的感覺毛兩次，兩瓣的葉就會很迅速的合起來。

### 消化與吸收
當捕獲到昆蟲被兩瓣葉片給夾住後而無法掙脫，昆蟲在掙扎的過程中葉片會越夾越緊直到幾乎密閉的狀態，這時兩片葉瓣內側密集的內腺體會分泌出消化液，利用這些消化液中含有的蛋白酶，將昆蟲的蛋白質分解成以氮、氧、碳、氫為主，還可能包括其他元素構成的胺基酸並進行吸收。一般大約四天左右就能分解完成並吸收較易消化的部份，之後再繼續吸收剩餘的氮、磷以及其它各種所需的微量元素。這些養份都吸收完成之後，葉瓣就會再度打開，全部時間約花5天－10天，這時昆蟲只剩下由幾丁質組成的空殼殘骸。
不過捕蠅草並無法分辨出所捕獲之物的大小，有時也可能捕到與葉片大小差不多的獵物，例如小型青蛙或是長腳蜂之類。這時往往造成來不及分解吸收，而獵物自體就先腐敗，所以葉片就會像食物中毒一般枯萎。另外，每個葉片大約可以捕捉3次－4次，超過這個次數葉子就會漸漸枯萎。

### 原理
當昆蟲採蜜時第一次接觸到感覺毛後葉片並不會有什麼動作，但是如果連續刺激兩次，那葉片就會在平均約0.5秒以內立刻合起來。而如果第二次碰觸的時間與第一次碰觸時間相差超過約20秒時，葉片會半合閉或是没有反應。如果在這時立刻又刺激第三次，那葉片也會迅速地合起來。
經過實驗調查，捕蠅草的感覺毛就像是一個感應裝置，經過連續兩次碰觸的刺激時，葉的基部會產生大約100毫伏（mV）的動作電位（Action potential）到葉子表面上，造成葉片內側的水分迅速流失，導致內外壓力不等，所以葉片就因此閉合。這樣的捕蟲機制是一組相當精密的結構搭配，而且刺激感覺毛就像是設定了定時裝置一樣，等到第二次確認才會閉合，最主要是為了提升捕蟲的準確性，否則的話如雨滴、動物經過時均會降低並影響其捕蟲的效率。
經由植物研究者確認了捕蠅草會發出動作電位這樣有機制的機關，就類似動物的神經組織會產生傳輸信息一般。不過因為這必須連續碰觸兩次才會產生，也就是說應該還有個可以記憶的組織，至今依然還不清楚這樣的記憶是如何在捕蠅草中運作。

### 原生地
捕蠅草原產於北美洲東岸一帶，自然生長的原生地主要在北卡羅萊那州、南卡羅萊那州以及佛羅里達州等地。生長環境的特性喜好於潮濕地帶。當地有多處是屬於沖積地形，而且夏天天氣炎熱，冬天氣溫寒冷，晝夜溫差大，屬於典型的大陸型氣候，這些都是適合捕蠅草生長的環境條件。
目前美國對於其原生地都指定為保護地區，甚至在瀕臨絕種野生動植物國際貿易公約附录II中有明訂捕蠅草的塊根與鱗莖全面禁止輸出外銷。不過由於在那之前就已經有許多株種流出，經過世界各地業者積極的栽培之下，甚至利用組織培養的技術大量生產，所以一般都已經很容易能夠在市面上買到捕蠅草。

## 環境與栽培

### 生長環境

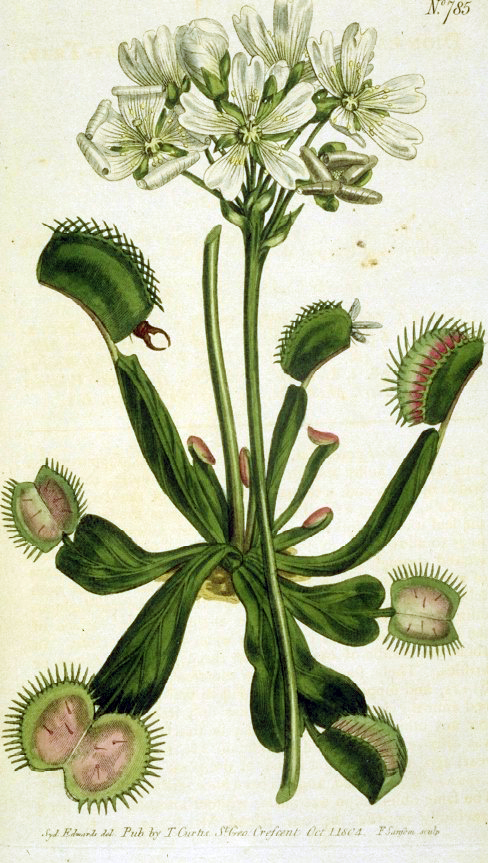
《植物學雜誌》的插图

捕蠅草的原生地是屬於溼地上的草原，而且該地區土壤的土質多為泥炭以及硅砂。其水源大多是雨水為主，由於雨水經過大氣與二氧化碳融合落到大地，造成酸性的一個環境，其酸鹼值大約介於pH5－6左右。由此可以得知，捕蠅草是偏好在水份充足以及酸性環境等為介質的地方。
酸性的土質加上氣溫偏低，使得分解有機物的細菌生長發生阻礙。而有機物在不被分解的情況之下，造成水苔等植物的殘骸都無法完全分解而腐敗，這些腐敗的有機物就會變成泥炭，養份非常缺乏。加上經年被雨水沖刷，微量元素也己乎都流失。所以捕蠅草的原生地除了生長中必需的營養要素氮與磷酸不足以外，連微量元素也都非常不足的貧瘠之地。

### 種植
由上述原生地的概況來看，要種植捕蠅草首要條件必須保有充足的水份。也因為捕蠅草由根部在呼吸，所以栽植的土壤可以與沙一起混用，讓其排水狀況良好容易接觸新鮮空氣，同時以半日照的環境種植最佳。並且因為原產地為貧養狀況下，所以在土壤的選擇上要非常的注意，在過多養分的土壤會造成捕蠅草的根部的壞死，在選擇土壤則可以選擇無肥的泥炭土為佳。

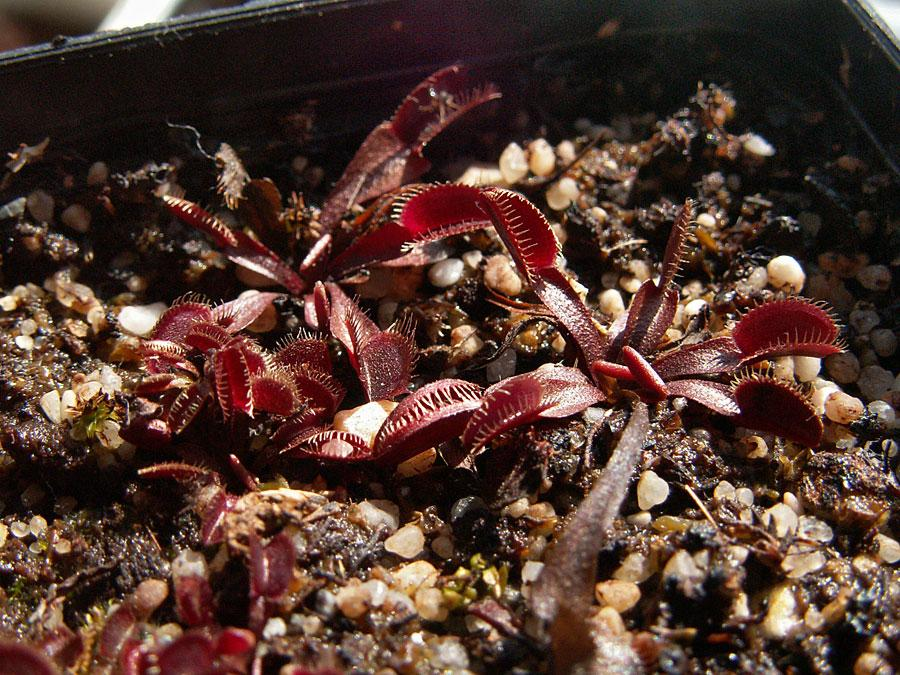
捕蠅草整株變成紅葉

因為葉片的感覺毛即使被雨水衝擊也會造成閉合的狀態，那會造成葉子的生命縮短。所以如果選擇種植室外，也必須注意大雨是否頻繁。另外，陽光的照射也必需注意，尤其是在氣溫較高的夏季，最好選擇半日照的地方種植。
本來這類植物應該不會有紅葉產生，但是氣溫漸漸降低時，有些捕蠅草會出現整株變紅的現象。最適合種植的溫度大約在攝氏25℃－30℃左右，原生地在冬天時通常都是零度以下的氣溫，這時捕蠅草就會進入休眠狀態，稱為休眠期，地面上的葉柄與葉子都會漸漸枯萎，只剩下球根存活。然而休眠狀態是視其環境溫度的影響導致，所以如果即使是冬天，只要氣溫依舊保持在攝氏15.67℃以上，就不會有休眠期的產生。

## 保育狀況
其被列為《瀕危野生動植物種國際貿易公約》（CITES）附錄二的物種，被限制出口及貿易。